# Джексон (лунный кратер)

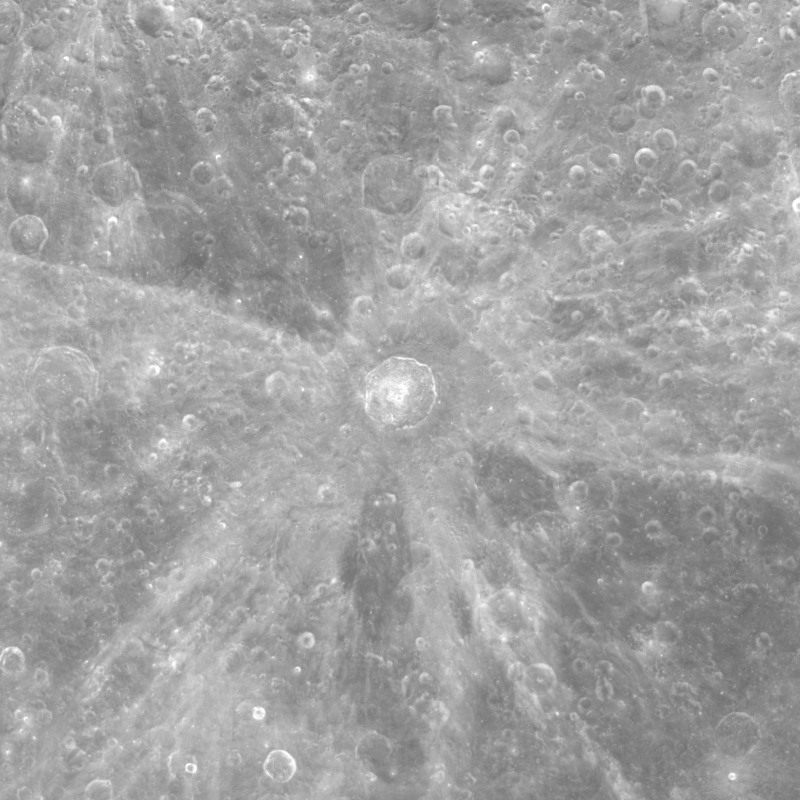
Составная фотография кратера Джексон по данным АМС «Клементина», хорошо видна система лучей

Кратер Джексон (лат. Jackson) — большой молодой ударный кратер в северном полушарии обратной стороны Луны. Название присвоено в честь английского астронома Джона Джексона (1887—1958) и утверждено Международным астрономическим союзом в 1970 г. Образование кратера относится к коперниковскому периоду.

## Описание кратера

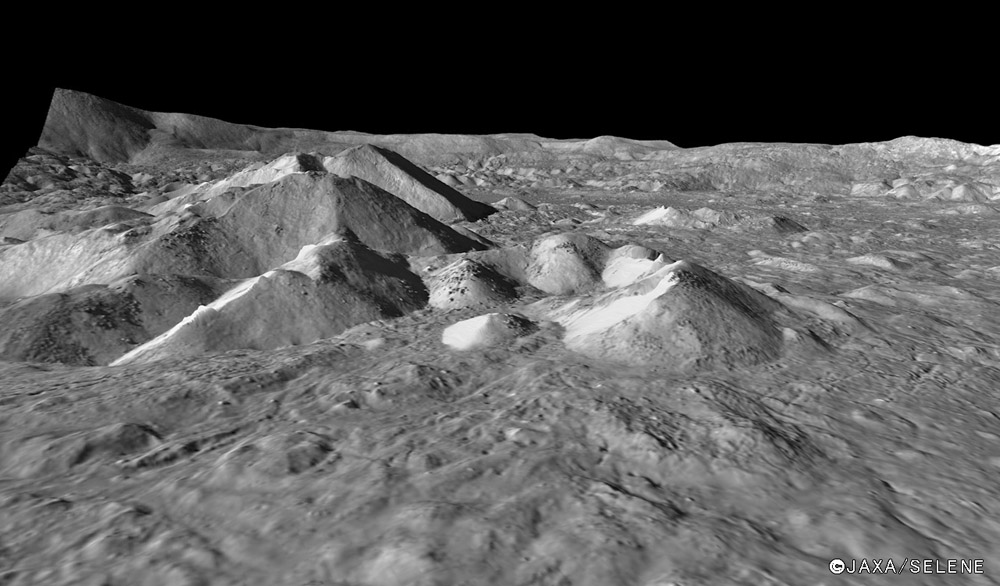
Снимок под низким углом центральных пиков кратера Джексон. Получен зондом Кагуя.

Ближайшими соседями кратера являются кратер Марци на западе; кратер Минер на северо-востоке, кратер Бредихин на юго-востоке; а также кратер Мак-Мас на юге-юго-западе. Селенографические координаты центра кратера 22°03′ с. ш. 163°19′ з. д. / 22,05° с. ш. 163,32° з. д., диаметр 71,38 км, глубина 2,76 км.
Кратер имеет полигональную форму, практически не затронут разрушением. Вал кратера с острой кромкой и террасовидным широким внутренним склоном. Юго-восточная часть вала несколько скруглена. Высота вала над окружающей местностью достигает 1290 м, объем кратера составляет приблизительно 4500 км³. 

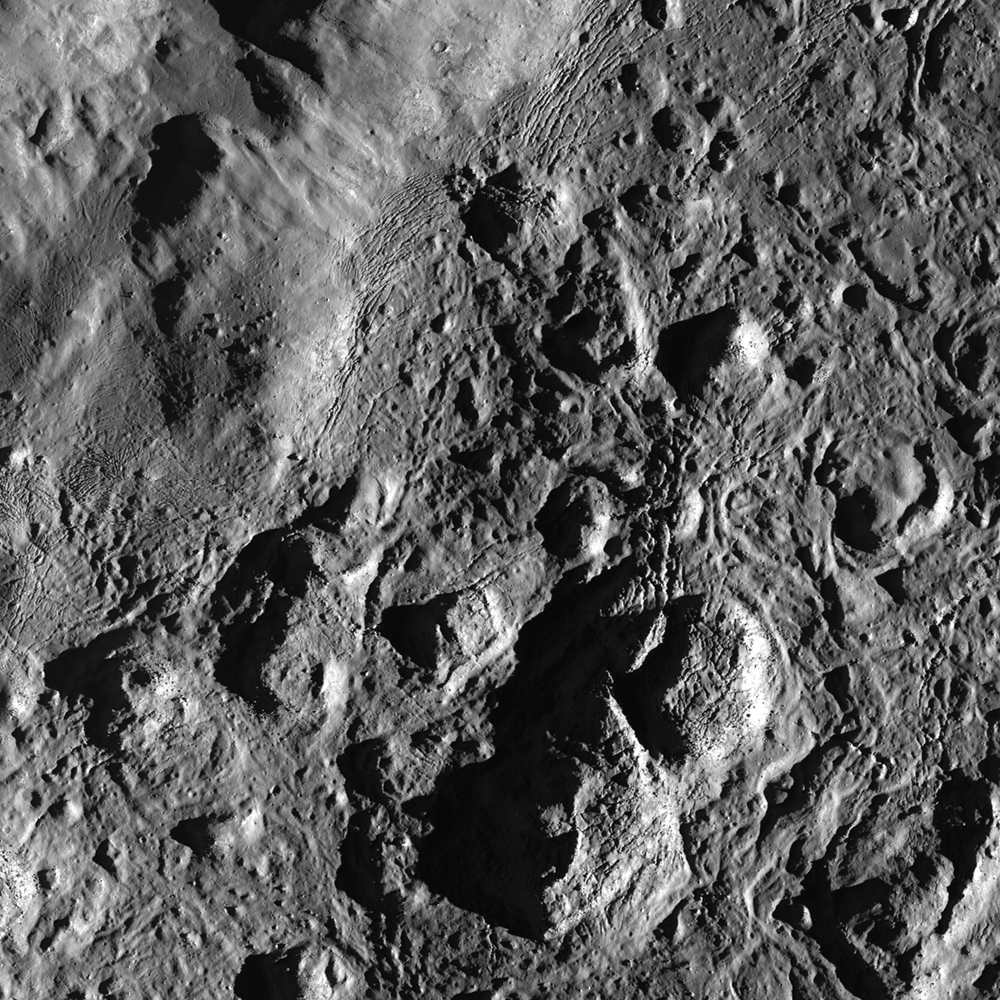
Снимок северо-западного участка дна чаши кратера Джексон. Получен зондом Lunar Reconnaissance Orbiter.

Дно чаши пересеченное, северная часть холмистая, имеется система из нескольких массивных центральных пиков. Состав центральных пиков — габбро-норито-троктолитовый анортозит с содержанием плагиоклаза 85-90 % (GNTA1) и 80-85 % (GNTA2), а также анортозитовый габбро-норит (AGN). В чаше кратера имеются области с высоким альбедо, дно чаши покрыто остывшим расплавом пород. Кратер окружен породами с высоким альбедо выброшенными при его образовании, непосредственно к внешнему откосу вала примыкает кольцо более темных пород.
Кратер сформирован импактом под низким углом с северо-западного направления и является центром яркой асимметричной системы лучей. Наиболее интенсивные лучи лежат в пределах секторов с углом приблизительно 90 градусов в северо-восточном и юго-западном направлении и распространяются на сотни километров от кратера. Узкий сектор лучей исходит в южном-юго-восточном направлении.
Дно чаши кратера представляет прекрасный образец разнообразия структур, которые могут возникнуть при застывании расплавленных после импакта пород. Кинетическая энергия болида (астероида или кометы) переданная поверхности Луны и перешедшая в тепловую энергию приводит к практически мгновенному расплавлению пород. Большая часть расплава аккумулируется в кратере, часть выбрасывается за его пределы, часть падает обратно в кратер остывая по дороге с образованием зрелищных каскадов. При формировании кратера участки породы с внутреннего склона обрушиваются в еще не застывший расплав, приводя к появлению ряби и волн. По мере застывания расплава происходит сжатие и растрескивание пород.

## Сателлитные кратеры

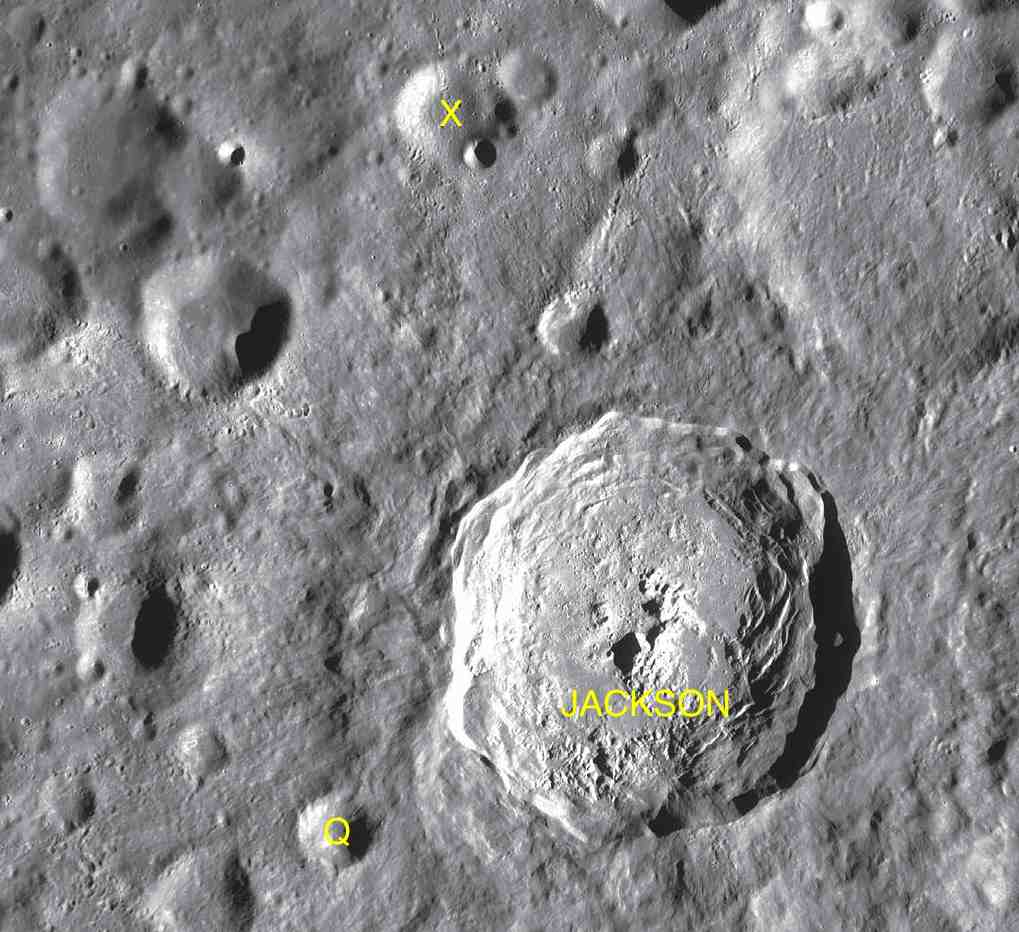
Фрагмент карты LAC-51.

| Джексон | Координаты                                              | Диаметр, км |
| ------- | ------------------------------------------------------- | ----------- |
| Q       | 20°50′ с. ш. 165°09′ з. д. / 20,83° с. ш. 165,15° з. д. | 13,2        |
| X       | 24°53′ с. ш. 164°41′ з. д. / 24,89° с. ш. 164,68° з. д. | 16,8        |